# 中国银行保险监督管理委员会
中国银行保险监督管理委员会，标准简称银保监会，亦简称中国银保监会、银保监，是中华人民共和国国务院已撤销的负责银行业和保险业监督管理工作的直属事业单位。2018年成立。2023年并入新组建的国家金融监督管理总局。
中国银行保险监督管理委员会主要负责依照法律法规统一监督管理银行业和保险业，维护银行业和保险业合法、稳健运行，防范和化解金融风险，保护金融消费者合法权益，维护金融稳定。银保监会在2018年深化党和国家机构改革中调整组建，2023年国务院机构改革中撤销并调整为国家金融监督管理总局。

## 沿革
2018年3月17日第十三届全国人民代表大会第一次会议通过《第十三届全国人民代表大会第一次会议关于国务院机构改革方案的决定》，批准《国务院机构改革方案》。方案规定：“组建中国银行保险监督管理委员会。将中国银行业监督管理委员会和中国保险监督管理委员会的职责整合，组建中国银行保险监督管理委员会，作为国务院直属事业单位。将中国银行业监督管理委员会和中国保险监督管理委员会拟订银行业、保险业重要法律法规草案和审慎监管基本制度的职责划入中国人民银行。不再保留中国银行业监督管理委员会、中国保险监督管理委员会。”
2018年4月8日，中国银行保险监督管理委员会正式挂牌成立。
2023年3月，根据第十四届全国人民代表大会第一次会议上国务院关于提请审议国务院机构改革方案的议案，将在银保监会基础上组建国家金融监督管理总局，统一负责除证券业之外的金融业监管，并不再保留中国银行保险监督管理委员会，5月18日正式撤销。

## 职责
根据《中国银行保险监督管理委员会职能配置、内设机构和人员编制规定》，银保监会承担下列职能：
1. 依法依规对全国银行业和保险业实行统一监督管理，维护银行业和保险业合法、稳健运行，对派出机构实行垂直领导。
2. 对银行业和保险业改革开放和监管有效性开展系统性研究。参与拟订金融业改革发展战略规划，参与起草银行业和保险业重要法律法规草案以及审慎监管和金融消费者保护基本制度。起草银行业和保险业其他法律法规草案，提出制定和修改建议。
3. 依据审慎监管和金融消费者保护基本制度，制定银行业和保险业审慎监管与行为监管规则。制定小额贷款公司、融资性担保公司、典当行、融资租赁公司、商业保理公司、地方资产管理公司等其他类型机构的经营规则和监管规则。制定网络借贷信息中介机构业务活动的监管制度。
4. 依法依规对银行业和保险业机构及其业务范围实行准入管理，审查高级管理人员任职资格。制定银行业和保险业从业人员行为管理规范。
5. 对银行业和保险业机构的公司治理、风险管理、内部控制、资本充足状况、偿付能力、经营行为和信息披露等实施监管。
6. 对银行业和保险业机构实行现场检查与非现场监管，开展风险与合规评估，保护金融消费者合法权益，依法查处违法违规行为。
7. 负责统一编制全国银行业和保险业监管数据报表，按照国家有关规定予以发布，履行金融业综合统计相关工作职责。
8. 建立银行业和保险业风险监控、评价和预警体系，跟踪分析、监测、预测银行业和保险业运行状况。
9. 会同有关部门提出存款类金融机构和保险业机构紧急风险处置的意见和建议并组织实施。
10. 依法依规打击非法金融活动，负责非法集资的认定、查处和取缔以及相关组织协调工作。
11. 根据职责分工，负责指导和监督地方金融监管部门相关业务工作。
12. 参加银行业和保险业国际组织与国际监管规则制定，开展银行业和保险业的对外交流与国际合作事务。
13. 负责国有重点银行业金融机构监事会的日常管理工作。
14. 完成党中央、国务院交办的其他任务。

## 机构设置
根据《中国银行保险监督管理委员会职能配置、内设机构和人员编制规定》，银保监会设置下列机构：

### 内设机构
- 办公厅（党委办公室）
- 政策研究局
- 法规部
- 统计信息与风险监测部
- 财务会计部（偿付能力监管部）
- 普惠金融部
- 公司治理监管部
- 银行机构检查局
- 非银行机构检查局
- 重大风险事件与案件处置局（银行业与保险业安全保卫局）
- 创新业务监管部
- 消费者权益保护局
- 打击非法金融活动局
- 政策性银行监管部
- 国有控股大型商业银行监管部
- 全国性股份制商业银行监管部
- 城市商业银行监管部
- 农村中小银行机构监管部
- 国际合作与外资机构监管部（港澳台办公室）
- 财产保险监管部（再保险监管部）
- 人身保险监管部
- 保险中介监管部
- 保险资金运用监管部
- 信托监管部
- 其他非银行金融机构监管部
- 人事部（党委组织部）
- 机关党委（党委宣传部）

### 派出机构
- 中国银行保险监督管理委员会北京监管局
- 中国银行保险监督管理委员会上海监管局
- 中国银行保险监督管理委员会天津监管局
- 中国银行保险监督管理委员会重庆监管局
- 中国银行保险监督管理委员会河北监管局
- 中国银行保险监督管理委员会山西监管局
- 中国银行保险监督管理委员会吉林监管局
- 中国银行保险监督管理委员会辽宁监管局
- 中国银行保险监督管理委员会黑龙江监管局
- 中国银行保险监督管理委员会陕西监管局
- 中国银行保险监督管理委员会甘肃监管局
- 中国银行保险监督管理委员会青海监管局
- 中国银行保险监督管理委员会山东监管局
- 中国银行保险监督管理委员会福建监管局
- 中国银行保险监督管理委员会浙江监管局
- 中国银行保险监督管理委员会河南监管局
- 中国银行保险监督管理委员会湖北监管局
- 中国银行保险监督管理委员会湖南监管局
- 中国银行保险监督管理委员会江西监管局
- 中国银行保险监督管理委员会江苏监管局
- 中国银行保险监督管理委员会安徽监管局
- 中国银行保险监督管理委员会广东监管局
- 中国银行保险监督管理委员会海南监管局
- 中国银行保险监督管理委员会四川监管局
- 中国银行保险监督管理委员会贵州监管局
- 中国银行保险监督管理委员会云南监管局
- 中国银行保险监督管理委员会内蒙古监管局
- 中国银行保险监督管理委员会新疆监管局
- 中国银行保险监督管理委员会宁夏监管局
- 中国银行保险监督管理委员会广西监管局
- 中国银行保险监督管理委员会西藏监管局
- 中国银行保险监督管理委员会深圳监管局（副厅级）
- 中国银行保险监督管理委员会厦门监管局（副厅级）
- 中国银行保险监督管理委员会宁波监管局（副厅级）
- 中国银行保险监督管理委员会青岛监管局（副厅级）
- 中国银行保险监督管理委员会大连监管局（副厅级）

### 直属事业单位
- 中国银行保险监督管理委员会机关服务中心
- 中国银行保险监督管理委员会培训中心

## 历任领导
| 主席 - 郭树清（兼中国人民银行党委书记、副行长，2018年3月－2023年3月） 副主席 - 陈文辉（2018年3月－2018年8月） - 黄洪（2018年3月－2021年3月） - 曹宇（2018年3月－2023年3月） - 周亮（2018年3月－2023年3月） - 梁涛（2018年3月－2023年1月） - 祝树民（2018年3月－2021年3月） - 肖远企（2021年3月－2023年3月） - 丛林（2023年1月－2023年3月） | 党委书记 - 郭树清（兼，2018年3月－2023年3月） 党委副书记 党委委员 - 王兆星（兼，2018年3月－2019年9月） - 陈文辉（兼，2018年3月－2018年8月） - 黄洪（兼，2018年3月－2021年3月） - 曹宇（兼，2018年3月－2023年3月） - 周亮（兼，2018年3月－2023年3月） - 梁涛（兼，2018年3月－2023年1月） - 祝树民（兼，2018年3月－2021年3月） - 李欣然（兼纪检监察组长，2018年3月－2022年10月） - 肖远企（兼，2021年3月－2023年3月） - 王陆进（兼纪检监察组长，2022年10月－2023年3月） - 丛林（兼，2023年1月－2023年3月） |

## 驻会纪检监察组
中央纪律检查委员会国家监察委员会驻中国银行保险监督管理委员会纪检监察组，简称中央纪委国家监委驻银保监会纪检监察组，是中国共产党中央纪律检查委员会、中华人民共和国国家监察委员会设在中国证券监督管理委员会的副部级派驻机构。2018年设立，2023年撤销。

### 沿革
2003年，设立中国共产党中国银行业监督管理委员会纪律检查委员会（监察部驻中国银行业监督管理委员会监察局），是中央纪委监察部派驻机构。2014年12月，中共中央制定出台《关于加强中央纪委派驻机构建设的意见》，为派驻全覆盖确定了时间表和路线图。2015年中共中央《关于全面落实中央纪委向中央一级党和国家机关派驻纪检机构的方案》（中办发〔2015〕55号）撤销监察部驻各单位监察局，中央纪委驻各单位纪检组为对外工作联络的唯一名称，中共中央批准中央纪委对139家中央一级党和国家机关派驻纪检机构全覆盖，共设置47家派驻机构，其中20家为单独派驻机构，27家综合派驻机构负责监督119家单位。中央纪委驻中国银行业监督管理委员会纪检组负责单独监督中国银行业监督管理委员会。
2018年，深化党和国家机构改革及《中华人民共和国监察法》施行后，调整组建中央纪律检查委员会国家监察委员会驻中国银行保险监督管理委员会纪检监察组，单独派驻中国银行保险监督管理委员会。2023年，改为中央纪委国家监委驻金融监管总局纪检监察组。

### 历任领导
组长
- 李欣然（2018年3月－2022年10月）
- 王陆进 二级副总监察官（2022年10月－2023年3月）